# Конвей Твитти
Ко́нвей Тви́тти, Конуэй Туитти (англ. Conway Twitty), настоящее имя — Га́рольд Ллойд Дже́нкинс (Harold Lloyd Jenkins; 1 сентября 1933 года, Фрайерс-Пойнт, Миссисипи, США — 5 июня 1993 года, Спрингфилд, Миссури, США) — американский певец, композитор, один из наиболее популярных исполнителей кантри в 1970—1980-х годах.

## Биография
Первый успех пришёл к Твитти в конце 1950-х годов, когда он записывал пластинки в жанрах рок-н-ролла и поп-музыки. Затем песни Твитти исчезли из хит-парадов — в это время он писал песни для других исполнителей. В середине 1960-х Твитти обратился к кантри, и к концу десятилетия к нему пришёл ещё больший успех, сопровождавший певца до конца его жизни. К 1990 году у Твитти было 55 синглов, достигших 1-го места в американском хит-параде в категории «кантри». Также популярностью пользовались записи дуэта Твитти и Лоретты Линн. Псевдоним певца образован от названия двух городов: Конвея в Арканзасе и Твитти в Техасе.
Конвей Твитти умер от аневризмы брюшной полости в возрасте 59 лет в больнице города Спрингфилда, штат Миссури.
Видео с Конвеем Твитти несколько раз появляется в анимационном сериале «Гриффины» в качестве иронической вставки — напыщенно-сентиментальные песни Твитти резко контрастируют с гротескной кутерьмой, происходящей в мультфильме.